# Rainer Carle
Rainer Carle (* 9. August 1946 in Westerstede, Ammerland; † 6. Februar 2015 in Manado, Sulawesi) war ein deutscher Austronesist. Er war von 1990 bis 2011 Professor für Austronesische Sprachen und Kulturen an der Universität Hamburg.

## Leben
Nach dem Studium der Austronesistik war Carle von 1972 bis 1982 wissenschaftlicher Assistent an der Universität Hamburg und promovierte dort 1977 mit einer Dissertation über die Poesie Willibrordus S. Rendras zum Dr. phil. 1980 organisierte er die Nord-Sumatra-Konferenz in Hamburg. Carle übernahm 1983 von Bernd Nothofer die Leitung des Malaiologischen Apparats an der Universität zu Köln. Dort erfolgte 1986 seine Habilitation mit einer Schrift über die Tradition des Volks- und Wandertheaters Opera Batak in Nord-Sulawesi. Schwerpunkt seiner Forschung war die Literaturwissenschaft Indonesiens.
Von 1990 bis 2011 hatte Carle die Professur für Austronesische Sprachen und Kulturen an der Universität Hamburg inne. Er war Gastgeber der Euroseas-Konferenz 1998 und lud u. a. den ehemaligen Präsidenten Indonesiens Abdurrahman Wahid zu einem Gastvortrag an das Institut ein. Im akademischen Jahr 2003/04 war er Dekan, 2002/03 und 2004/05 Prodekan des Asien-Afrika-Instituts der Universität Hamburg. Von 2005 bis 2009 war Carle Direktor der Abteilung für Sprachen und Kulturen Südostasiens. Zu seinen akademischen Schülern gehört Arndt Graf. Seine Nachfolge auf dem Lehrstuhl trat Jan van der Putten an.
Rainer Carle war mit der Indonesistin Margareta Liwoso-Carle, Professorin an der Universitas Sam Ratulangi in Manado (Nord-Sulawesi), verheiratet.

## Schriften (Auswahl)
- Rendras Gedichtsammlungen (1957–1972). Ein Beitrag zur Kenntnis der zeitgenössischen indonesischen Literatur. Berlin 1977, OCLC 974182588.
- als Herausgeber: Gavaʿ. studies in Austronesian languages and cultures. Dedicated to Hans Kähler. Berlin 1982, ISBN 3-496-00513-0.
- als Herausgeber: Cultures and societies of North Sumatra. Proceedings of the Internat. Interdisciplinary Symposium on Cultures and Societies of North Sumatra, Hamburg, Autumn 1981. Berlin 1987, ISBN 3-496-00181-X.
- Opera Batak. Das Wandertheater der Toba-Batak in Nord-Sumatra. Schauspiele zur Wahrung kultureller Identität im nationalen indonesischen Kontext. Berlin 1990, ISBN 3-496-00179-8.